# Lipps Inc.
Lipps Inc. američki disco i funk sastav iz Minneapolisa koji je osnovao Steven Greenberg, te bio autor i producent većine skladbi sastava.
Njihova svjetski poznata uspješnica je "Funkytown", objavljena na debitantskom albumu Mouth to Mouth izdanom 1979. godine, a s istog albuma objavljena je manje uspješna skladba "Rock It". Daleko manje zapažen je sljedeći studijski album Pucker Up, a zadnja dva albuma prošli su uglavom nezapaženo.

## Studijski albumi
- Mouth to Mouth (1979.)
- Pucker Up (1980.)
- Designer Music (1981.)
- 4 (1983.)